# 루가드 막 콘
루가드 막 콘(아일랜드어: Lugaid Mac Con) 또는 줄여서 그냥 막 콘(아일랜드어: Mac Con)은 중세 전설에 따르면 에린의 아르드리였다. 코르쿠 리그데 사람으로 즉 다리네이다. 막 콘의 아버지는 마크니어 막 루그다크이며 어머니는 콘 케드커하크 아르드리의 딸인 사브 잉겐 쿠인으로 즉 루가드 막 콘은 케드커하크 왕의 외손자가 된다.
마크니어가 죽자 사브는 먼스터의 왕 알릴 아울롬과 재혼했고 루가드는 알릴의 양자가 되었다. 양아버지가 키우던 그레이하운드 엘로르 데르그(Eloir Derg)의 젖을 먹었기에 "개의 아들"이라는 뜻의 "막 콘"이라는 이명을 얻게 되었다.
막 콘은 나중에 코나크타의 무크라마 들판에서 외삼촌 아르트 막 킨과 싸워 아르트를 죽이고 아르드리가 되었다.
《에린 침략의 서》에 따르면 루가드의 치세는 로마 제국 황제 콤모두스의 치세와 동시기였다고 하며, 제프리 키팅의 《에린 지식 기초》는 173년 ~ 203년, 《에린 왕국 연대기》는 195년 ~ 225년으로 그 치세를 비정하고 있다. 루가드에게는 두 아들 포하드 카르프헤크와 포하드 아르그헤크가 있었는데, 이 아들들은 나중에 공동으로 아르드리의 위에 올랐다.
| 전임 아르트 막 킨 | 에린의 지고왕 LGE 2세기 AFM 195년 ~ 225년 FFE 173년 ~ 203년 | 후임 페르구스 두브데타크 |

## 같이 보기
- 루가드 리어브 은데르그
- 루가드 막 콘 리